# Башта (Њамц)
Башта (рум. Bașta) насеље је у Румунији у округу Њамц у општини Секујени. Oпштина се налази на надморској висини од 182 m.

## Становништво
Према подацима из 2002. године у насељу је живело 684 становника, од којих су сви румунске националности.